# Тхайбинь (провинция)
Тхайби́нь (вьет. Thái Bình, тьы-ном 太平) — провинция на севере Вьетнама, расположена на берегу Южно-Китайского моря, в дельте реки Хонгха. Названа по вьетнамскому названию Тихого океана: Thái Bình Dương. Расположена в 18 км от Намдиня, 70 км от Хайфона и 110 км от Ханоя. Площадь составляет 1 567 км², население по данным на 2009 год — 1 780 954 человека. Плотность населения составляет 1136,54 чел./км².

## Административное деление
В административном отношении подразделяется на один город (Тхайбинь) и 7 следующих уездов:
- Донгхынг (Ðông Hưng);
- Хынгха (Hưng Hà);
- Кьенсыонг (Kiến Xương);
- Куиньфу (Quỳnh Phụ);
- Тхайтхюи (Thái Thụy);
- Тьенхай (Tiền Hải);
- Вутху (Vũ Thư).